# 제9회 아시안 필름 어워즈
제9회 아시안 필름 어워즈는 2015년 3월 25일에 열린 시상식이다.

## 수상 및 후보

### 최우수작품상
- 블라인드 마사지 - 로예 수상
- 백일염화 - 디아오 이난
- 하이더 - 비샬 바드와즈
- 자유의 언덕 - 홍상수
- 국제시장 - 윤제균
- 그곳에서만 빛난다 - 오미보

### 최우수감독상
- 황금시대 - 허안화 수상
- 블라인드 마사지 - 로예
- 노비(영어판) - 츠카모토 신야
- 프롬 왓 이즈 비포 - 라브 디아스
- 하이더 - 비샬 바드와즈
- 자유의 언덕 - 홍상수

### 남우주연상
- 백일염화 - 리아오 판 수상
- 자유의 언덕 - 카세 료
- 절청풍운 3 - 유청운
- 군중낙원 - 원경천
- 명량 - 최민식
- 바람의 검심 : 전설의 최후편 - 사토 타케루

### 여우주연상
- 도희야 - 배두나 수상
- 5일의 마중 - 공리
- 디어리스트 - 자오웨이
- 내 생애 첫 번째 마가리타 - 칼키 코이클린
- 카미노 츠키 - 미야자와 리에
- 황금시대 - 탕웨이

### 신인상
- 5일의 마중 - 장혜문 수상
- 카트 - 도경수
- 금계 SSS - 왕원지
- 핫 로드 - 토사카 히로오미
- 미팅 닥터 썬 - 첨회운

### 남우조연상
- 황금시대 - 왕지문 수상
- 끝까지 간다 - 조진웅
- 블라인드 마사지 - 친하오
- 군중낙원 - 젠빈천
- 우드잡 - 이토 히데아키

### 여우조연상
- 그곳에서만 빛난다 - 이케와키 치즈루 수상
- 해무 - 한예리
- 하이더 - 타부
- 군중낙원 - 완첸
- 작은 집 - 쿠로키 하루

### 최우수 각본상
- 백일염화 - 디아오 이난 수상
- 끝까지 간다 - 김성훈
- 코트 - 차이타니아 탐하네
- 황금시대 - 이장
- 그곳에서만 빛난다 - 타카다 료

### 최우수 촬영상
- 블라인드 마사지 - 증검 수상
- 백일염화 - 동경송
- 군도:민란의 시대 - 최찬민
- 내 남자 - 콘도 류토
- 레이드 2 - 맷 플래너리 외1명

### 최우수 제작디자인상
- 일보지요 - 류청 수상
- 하이더 - 슈브라타 차크라보티
- 군도:민란의 시대 - 박일현
- 식녀- 쿠이메- - 하야시다 유지 외1명
- 지취위호산 - 젠조우 이

### 최우수 작곡상
- 내 생애 첫 번째 마가리타 - 마이키 맥클리어리 수상
- 남색골두 - 최건
- 일보지요 - 히사이시 조 외4명
- 역린 - 모그
- 도쿄 트라이브 - BCDMG

### 최우수 편집상
- 레이드 2 - 가렛 에반스 수상
- 끝까지 간다 - 김창주
- 3인의 사기단: 진범을 찾아라 - 스나가 히로시
- 마경 - 담가명 외1명
- 황금시대 - 궝취렁 외1명

### 최우수 시각효과상
- 일보지요 - 릭 샌더 수상
- 일보지요 - 크리스포트 졸링거 수상
- 기생수 파트1 - 야마자키 타카시
- 미드나잇 애프터 - 당가위 외3명
- 해적: 바다로 간 산적 - 강종익
- 지취위호산 - 김욱

### 최우수 의상상
- 일보지요 - 장숙평 수상
- 수춘도 - 양정정
- 식녀- 쿠이메- - 츠게 이사오
- 역린 - 정경희
- 지취위호산 - 권유진

### 특별상
- 나카타니 미키 수상
- 임권택 수상